# كيدال

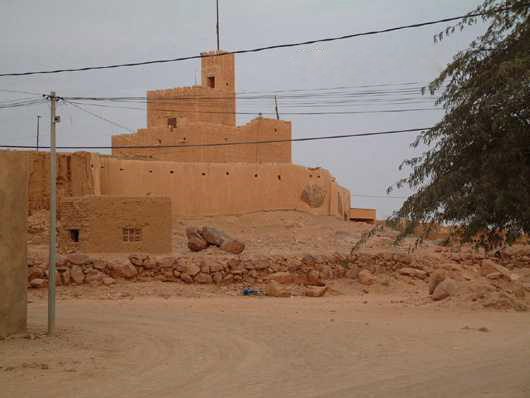
قلعة كيدال بناها الاستعمار الفرنسي.

كيدال (تيفيناغ: ⴾⴸⵍ) هي مدينة وبلدية في إقليم أزواد شمال مالي، وهي عاصمة منطقة كيدال، وهي جزء من المدن والمناطق التي حررتها الحركة الوطنية لتحرير أزواد، وأعلنتها ضمن دولة أزواد التي لم تحظ بالاعتراف الدولي .

## السكان
يقدر عدد سكان مدينة كيدال بنحو 67 ألف نسمة غالبيتهم من الطوارق، وتبلغ مساحتها 151 ألف كيلومتر مربع .

## الاقتصاد والمناخ
تعد مدينة كيدال محطة مهمة للقوافل التجارية، ويعمل سكانها بتربية الماشية والتجارة، وقد تم تطوير الزراعة لأغراض تجارية في بعض المناطق، وتعتبر المدينة شبه معزولة مع عدم وجود الطرق السريعة المعبدة أو الأنهار لأغراض النقل، ومناخ كيدال صحراوي مع ارتفاع درجات الحرارة خلال النهار حيث تصل إلى 45 درجة مئوية .

## الثورات
شهدت كيدال ثورات متوالية للطوارق منها ثورة كيدال 1962, وثورة الطوارق (1990-1996)، وأتاح اتفاق تامنراست الموقع بين الحكومة والثوار الطوارق سنة 1991 م إصدار مرسوم بإنشاء منطقة كيدال .

## التاريخ
تحوي كيدال مدينة السوق التي تعد حاضرة المنطقة في الأزمنة الغابرة، وقد خف بريقها في القرنين الهجريين السابع والثامن حسبما يقول مؤرخوا المنطقة، لكنها ما زالت غنية بالآثار وجرى إدراجها في قائمة المواقع الأثرية المسجلة لدى اليونسكو، وزار هذه المدينة من الرحالة ابن حوقل والبكري، وذكرها العمري والقلقشندي في كتاباتهما.

## المناخ
| البيانات المناخية لـ{{{location}}}                                        | البيانات المناخية لـ{{{location}}} | البيانات المناخية لـ{{{location}}} | البيانات المناخية لـ{{{location}}} | البيانات المناخية لـ{{{location}}} | البيانات المناخية لـ{{{location}}} | البيانات المناخية لـ{{{location}}} | البيانات المناخية لـ{{{location}}} | البيانات المناخية لـ{{{location}}} | البيانات المناخية لـ{{{location}}} | البيانات المناخية لـ{{{location}}} | البيانات المناخية لـ{{{location}}} | البيانات المناخية لـ{{{location}}} | البيانات المناخية لـ{{{location}}} |
| الشهر                                                                     | يناير                              | فبراير                             | مارس                               | أبريل                              | مايو                               | يونيو                              | يوليو                              | أغسطس                              | سبتمبر                             | أكتوبر                             | نوفمبر                             | ديسمبر                             | المعدل السنوي                      |
| ------------------------------------------------------------------------- | ---------------------------------- | ---------------------------------- | ---------------------------------- | ---------------------------------- | ---------------------------------- | ---------------------------------- | ---------------------------------- | ---------------------------------- | ---------------------------------- | ---------------------------------- | ---------------------------------- | ---------------------------------- | ---------------------------------- |
| متوسط درجة الحرارة الكبرى °م (°ف)                                         | 28.0 (82.4)                        | 31.1 (88.0)                        | 34.8 (94.6)                        | 38.8 (101.8)                       | 41.5 (106.7)                       | 41.9 (107.4)                       | 39.9 (103.8)                       | 38.4 (101.1)                       | 39.1 (102.4)                       | 38.0 (100.4)                       | 33.4 (92.1)                        | 28.9 (84.0)                        | 36.2 (97.2)                        |
| متوسط درجة الحرارة الصغرى °م (°ف)                                         | 12.5 (54.5)                        | 14.8 (58.6)                        | 18.7 (65.7)                        | 23.0 (73.4)                        | 27.0 (80.6)                        | 28.6 (83.5)                        | 27.2 (81.0)                        | 26.2 (79.2)                        | 26.0 (78.8)                        | 23.2 (73.8)                        | 18.0 (64.4)                        | 13.7 (56.7)                        | 21.6 (70.9)                        |
| معدل هطول الأمطار مم (إنش)                                                | 0.6 (0.02)                         | 0.1 (0.00)                         | 0.2 (0.01)                         | 1.0 (0.04)                         | 5.3 (0.21)                         | 11.6 (0.46)                        | 36.8 (1.45)                        | 45.9 (1.81)                        | 23.1 (0.91)                        | 3.0 (0.12)                         | 0.2 (0.01)                         | 0.2 (0.01)                         | 128.0 (5.04)                       |
| متوسط الأيام الممطرة (≥ 0.1 mm)                                           | 0.2                                | 0.1                                | 0.2                                | 0.2                                | 1.0                                | 3.0                                | 6.1                                | 6.9                                | 3.9                                | 0.6                                | 0.1                                | 0.3                                | 22.6                               |
| ساعات سطوع الشمس الشهرية                                                  | 274.5                              | 267.3                              | 286.1                              | 283.9                              | 294.0                              | 230.8                              | 269.8                              | 276.9                              | 271.6                              | 296.4                              | 286.6                              | 275.5                              | 3٬313٫4                            |
| المصدر #1: المنظمة العالمية للأرصاد الجوية                                |                                    |                                    |                                    |                                    |                                    |                                    |                                    |                                    |                                    |                                    |                                    |                                    |                                    |
| المصدر #2: الإدارة الوطنية للمحيطات والغلاف الجوي (ساعات الشمس 1961–1990) |                                    |                                    |                                    |                                    |                                    |                                    |                                    |                                    |                                    |                                    |                                    |                                    |                                    |